# Бойкие Дворики
Бойкие Дворики — хутор в Дубовском районе Волгоградской области России. Входит в состав Лозновского сельского поселения.
Население — 103 (2010)

## История
Дата основания не установлена. Хутор отмечен на карте РККА 1941 года. По данным облстатуправления в списке населенных пунктов на 12 марта 1945 года хутор Бойкие Дворики значился в составе Садковского сельсовета. Согласно решению Сталинградского облисполкома от 11 мая 1961 года № 9/216 § 5 был упразднен Садковский сельский Совет, территория была передана в административное подчинение Лозновского сельсовета. В Справочнике «История административно — территориального деления Волгоградской (Сталинградской) области» имеется ссылка на решение Волгоградского облисполкома от 04 декабря 1964 года № 34/501, которым посёлок фермы № 3 совхоза «Баррикады» Лозновского сельского Совета был переименован в поселок Бойкие Дворики

## География
Хутор расположен в степи в пределах Приволжской возвышенности, относящейся к Восточно-Европейской равнине, на водоразделе рек Тишанка и Лозная, при вершине балки Ильина, на высоте около 160 метров над уровнем моря. Почвы — каштановые солонцеватые и солончаковые.
У хутора проходит автодорога, связывающая село Лозное и город Дубовку. По автомобильным дорогам расстояние до областного центра города Волгограда составляет 81 км, до районного центра города Дубовка — 29 км, до административного центра сельского поселения села Лозное — 15 км.
Часовой пояс
Бойкие Дворики, как и вся Волгоградская область, находится в часовой зоне МСК (московское время). Смещение применяемого времени относительно UTC составляет +3:00.

## Население
Динамика численности населения по годам:
| 1987 | 2002 |
| ---- | ---- |
| ≈ 50 | 131  |

| 2010 |
| ---- |
| 103  |